# Thực phẩm từ dơi

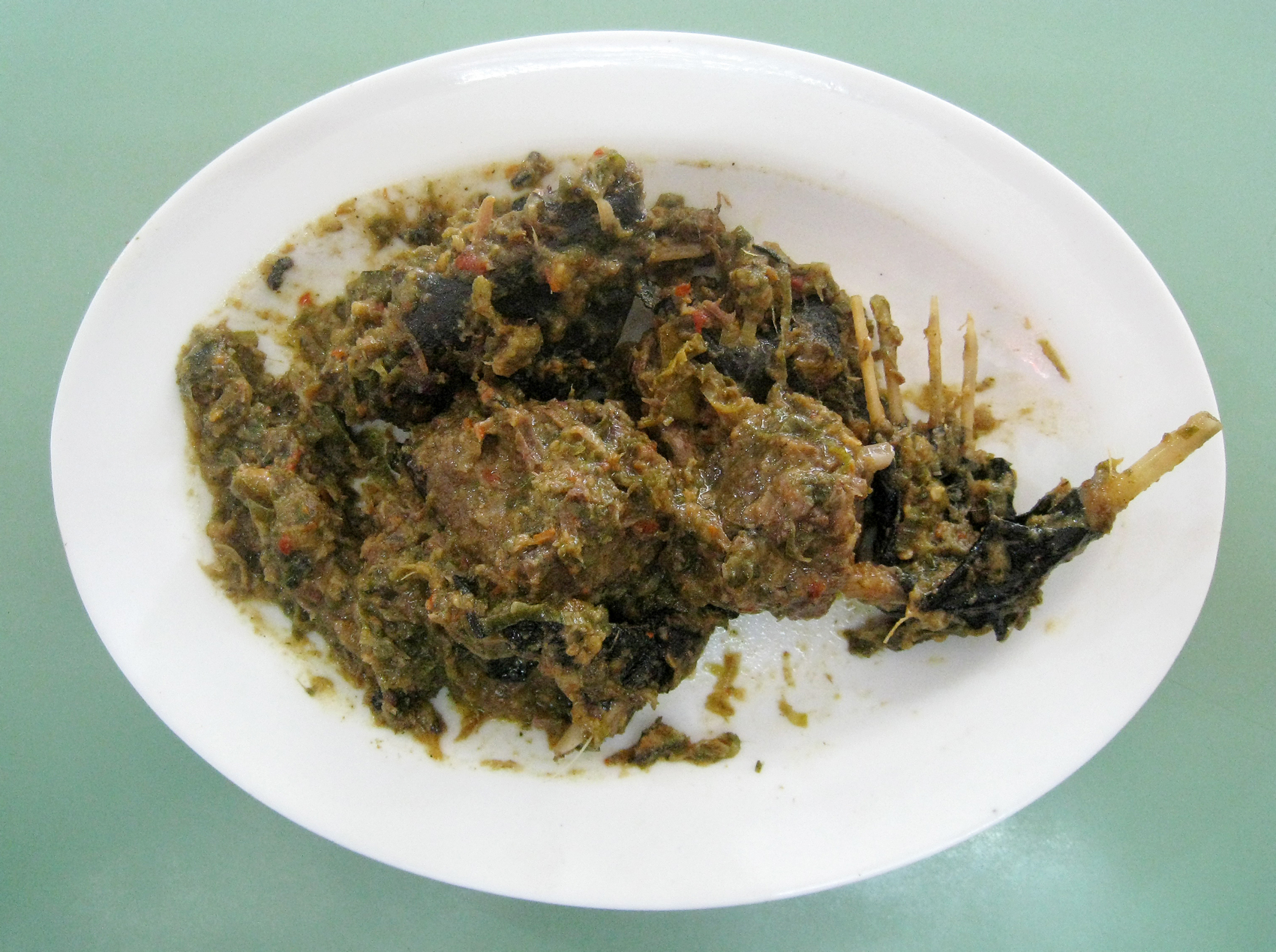
Paniki nấu với thịt dơi quạ nấu chín trong ớt xanh rica cay. Một món ăn kỳ lạ vùng Manado (Minahasan). Manado, Bắc Sulawesi, Indonesia.

Dơi là nguồn thức ăn cho con người ở Vành đai Thái Bình Dương và Châu Á. Thịt dơi được tiêu thụ với số lượng khác nhau ở Indonesia, Thái Lan, Trung Quốc, đảo Guam, và ở các quốc gia và nền văn hóa khác ở Châu Á và Thái Bình Dương. Ở đảo Guam, dơi quạ Mariana (Pteropus mariannus) được coi là một món ngon, và một loài dơi cáo bay đã bị đe dọa do bị săn bắn ở đó.  Ngoài việc bị săn bắn làm nguồn thức ăn cho con người, dơi còn bị săn lùng để lấy da.  Kỹ thuật săn bắn bao gồm dùng lưới và với súng ngắn.
Phiên bản 1999 của The Oxford Companion to Food tuyên bố rằng hương vị của dơi quạ tương tự như thịt gà và chúng là "động vật sạch sống chỉ bằng cách ăn trái cây". Dơi được nấu theo một vài cách, chẳng hạn như nướng, nướng hun khói, chiên ngập trong dầu, nấu trong lò và trong các món xào.  Khi chiên giòn, toàn bộ con dơi có thể được nấu chín và tiêu thụ.  Dơi có hàm lượng chất béo thấp và giàu protein. Trong khi nấu, thịt dơi có thể phát ra mùi khai giống như nước tiểu. Điều này có thể được giảm thiểu bằng cách thêm tỏi, hành tây, ớt hoặc bia vào trong khi nấu.

## Lịch sử
Thịt dơi đã được tiêu thụ từ thời cổ đại. Trong Geographica of Strabo, tác giả mô tả là thành phố Borsippa (nay là Birs Nimrud ở Iraq), nơi có một số lượng lớn dơi bị bắt bởi những người dân, họ "trộn chúng với salad để ăn chúng". Vào thế kỷ XVI, nhà tự nhiên học người Ý Ulisse Aldrovandi đã đề cập đến trong chuyên luận Ornitologia của mình rằng dơi có thịt trắng, ăn được và hương vị tuyệt vời. Trong Torah và trong Kinh thánh, sách Leviticus (11,13-19) quy định không ăn thịt dơi: "Những con chim này mọi người đừng nên ăn; chúng sẽ không bị ăn thịt, chúng là một kẻ gớm ghiếc: (...) con dơi."